# União das Freguesias de Adeganha e Cardanha
Die União das Freguesias de Adeganha e Cardanha, kurz Adeganha e Cardanha ist eine Gemeinde (Freguesia) im Kreis (Concelho) von Torre de Moncorvo im Nordosten Portugals.

## Geschichte
Die Gemeinde entstand im Zuge der Gebietsreform vom 29. September 2013, durch die Zusammenlegung der ehemaligen Gemeinden Adeganha und Cardanha. Adeganha wurde Sitz der neuen Verwaltung.

## Demographie
| Freguesia | Freguesia           | Freguesia | Freguesia       | ehemalige Freguesias | ehemalige Freguesias | ehemalige Freguesias | ehemalige Freguesias |
| --------- | ------------------- | --------- | --------------- | -------------------- | -------------------- | -------------------- | -------------------- |
| Wappen    | Freguesia           | Einwohner | Fläche in (km²) | Wappen               | Freguesia            | Einwohner            | Fläche in (km²)      |
|           | Adeganha e Cardanha | 437       | 64,46           |                      | Adeganha             | 346                  | 48,4                 |
|           | Adeganha e Cardanha | 437       | 64,46           | Cardanha             | 247                  | 16,06                |                      |